# La Ròca Brau
Laròcabrau (en francès Laroquebrou) és un municipi francès situat al departament de Cantal i a la regió d'Alvèrnia-Roine-Alps. L'any 2007 tenia 986 habitants.

## Demografia

### Població
El 2007 la població de fet de Laroquebrou era de 986 persones. Hi havia 429 famílies de les quals 139 eren unipersonals (60 homes vivint sols i 79 dones vivint soles), 175 parelles sense fills, 83 parelles amb fills i 32 famílies monoparentals amb fills.
La població ha evolucionat segons el següent gràfic:
Habitants censats

### Habitatges
El 2007 hi havia 597 habitatges, 446 eren l'habitatge principal de la família, 85 eren segones residències i 66 estaven desocupats. 460 eren cases i 137 eren apartaments. Dels 446 habitatges principals, 284 estaven ocupats pels seus propietaris, 148 estaven llogats i ocupats pels llogaters i 14 estaven cedits a títol gratuït; 4 tenien una cambra, 29 en tenien dues, 106 en tenien tres, 118 en tenien quatre i 189 en tenien cinc o més. 144 habitatges disposaven pel capbaix d'una plaça de pàrquing. A 239 habitatges hi havia un automòbil i a 111 n'hi havia dos o més.

### Piràmide de població
La piràmide de població per edats i sexe el 2009 era:
| Homes | Edats   | Dones |
| ----- | ------- | ----- |
| 0     | 95 o +  | 16    |
| 4     | 90 a 94 | 4     |
| 28    | 85 a 89 | 20    |
| 24    | 80 a 84 | 32    |
| 28    | 75 a 79 | 40    |
| 36    | 70 a 74 | 44    |
| 32    | 65 a 69 | 48    |
| 12    | 60 a 64 | 32    |
| 20    | 55 a 59 | 8     |
| 44    | 50 a 54 | 28    |
| 48    | 45 a 49 | 48    |
| 32    | 40 a 44 | 40    |
| 36    | 35 a 39 | 32    |
| 20    | 30 a 34 | 16    |
| 36    | 25 a 29 | 24    |
| 40    | 20 a 24 | 20    |
| 24    | 15 a 19 | 32    |
| 16    | 10 a 14 | 16    |
| 8     | 5 a 9   | 40    |
| 28    | 0 a 4   | 12    |

## Economia
El 2007 la població en edat de treballar era de 569 persones, 387 eren actives i 182 eren inactives. De les 387 persones actives 354 estaven ocupades (195 homes i 159 dones) i 33 estaven aturades (12 homes i 21 dones). De les 182 persones inactives 79 estaven jubilades, 35 estaven estudiant i 68 estaven classificades com a «altres inactius».

### Ingressos
El 2009 a Laroquebrou hi havia 394 unitats fiscals que integraven 781 persones, la mediana anual d'ingressos fiscals per persona era de 15.882 €.

### Activitats econòmiques
Dels 69 establiments que hi havia el 2007, 1 era d'una empresa extractiva, 4 d'empreses alimentàries, 1 d'una empresa de fabricació de material elèctric, 1 d'una empresa de fabricació d'altres productes industrials, 8 d'empreses de construcció, 12 d'empreses de comerç i reparació d'automòbils, 4 d'empreses de transport, 6 d'empreses d'hostatgeria i restauració, 4 d'empreses financeres, 2 d'empreses immobiliàries, 9 d'empreses de serveis, 12 d'entitats de l'administració pública i 5 d'empreses classificades com a «altres activitats de serveis».
Dels 23 establiments de servei als particulars que hi havia el 2009, 1 era una oficina d'administració d'Hisenda pública, 1 gendarmeria, 1 oficina de correu, 2 oficines bancàries, 1 funerària, 2 tallers de reparació d'automòbils i de material agrícola, 1 guixaire pintor, 2 fusteries, 2 lampisteries, 1 electricista, 2 perruqueries, 3 veterinaris i 4 restaurants.
Dels 9 establiments comercials que hi havia el 2009, 1 era una botiga de més de 120 m², 1 una botiga de menys de 120 m², 2 fleques, 3 carnisseries, 1 una botiga de material de revestiment de parets i terra i 1 un drogueria.
L'any 2000 a Laroquebrou hi havia 14 explotacions agrícoles que ocupaven un total de 384 hectàrees.

## Equipaments sanitaris i escolars
El 2009 hi havia 1 farmàcia i 2 ambulàncies.
El 2009 hi havia una escola elemental. Laroquebrou disposava d'un col·legi d'educació secundària amb 168 alumnes.

## Poblacions més properes
El següent diagrama mostra les poblacions més properes.